# Grote houtwormkever
De grote houtwormkever (Xestobium rufovillosum) is een kever uit de familie van de klopkevers (Ptinidae). Andere namen zijn bonte klopkever en bonte knaagkever.

## Beschrijving
De grote houtwormkever wordt ongeveer 6 tot 8 millimeter lang, de kleur is bruin met een zeer fijne, geelrode beharing op de dekschilden. De wetenschappelijke naam is hiervan afgeleid; rufus betekent rood en villosum betekent fijnbehaard. Deze vlekkerige beharing is naast het ontbreken van groef-achtige putjesrijen een belangrijk verschil met de gewone houtwormkever (Anobium punctatum), die met een lengte van ongeveer 4 mm ook kleiner blijft. Beide soorten hebben een gedrongen uiterlijk; de kop zit half verborgen onder het halsschild.

## Ontwikkeling
De grote houtwormkever heeft als larve een voorkeur voor eikenhout, maar wordt ook wel op andere loofhoutsoorten aangetroffen, slechts zelden in naaldhout. Maar ook levend eikenhout kan al aangetast zijn.
De larve is wit, heeft een C-vormig gekromd lichaam en kan maximaal 11 millimeter lang worden. In tegenstelling tot de 'gewone' houtwormen, die vooral het spinthout eten, eet deze kever meestal het kernhout op. Daardoor is vaststelling lastiger, en de schade veel ingrijpender. De kever kan echter ook wel het spinthout aantasten. In het begin van de lente komen de volwassen kevers uit het hout tevoorschijn. Deze boren zich een weg naar buiten, zoeken een partner en paren. Als de kern van de balk is aangetast door schimmel - waarbij een holle plek ontstaat in de balk -  vliegen de kevers binnen in de balk uit, waar dan de paring plaatsvindt. Dit maakt de opsporing niet gemakkelijker vanwege het ontbreken van uitvliegopeningen.
De uitvlieggaatjes zijn ongeveer 2 tot 3,5 millimeter in doorsnede en hebben een kartelige rand, het 'zaagsel' of boormeel is licht van kleur, korrelig van structuur en bevat lens-achtige deeltjes. De vrouwtjes zetten de eitjes af op wat vochtiger hout, anders dan de gewone houtwormkever, die in droog hout leeft. De larven eten namelijk alleen hout dat is aangetast door bepaalde soorten schimmels, die niet groeien onder droge omstandigheden. De grote houtwormkever is met name een plaag in vochtige gebouwen; de schimmel verergert tevens de aantasting. De bestrijding bestaat voornamelijk uit het droog maken van het hout door condens beter af te voeren of beter te ventileren. Dit zal de kever uiteindelijk doen verdwijnen omdat de larven zich niet kunnen ontwikkelen. Ook kan zowel de kever als de schimmel met bestrijdingsmiddelen worden aangepakt.

## Naam
De wetenschappelijke naam werd in 1774 als Ptinus rufovillosus gepubliceerd door Charles De Geer.
De grote houtwormkever werd vanwege het kloppende geluid dat hij voortbrengt ook wel doodsklok of doodskever genoemd. Dit geluid werd beschouwd als een slecht voorteken.